# Гранд тур (фильм)
«Гранд тур» или «Большое путешествие» — художественный фильм португальского режиссёра Мигела Гомиша с Гонсало Ваддингтоном и Кристой Альфаяте в главных ролях. Премьера состоялась в мае 2024 года на Каннском кинофестивале, в рамках основной программы. Картина была удостоена приза за лучшую режиссуру.

## Сюжет
Действие фильма происходит в Бирме в 1917 году. Главный герой — британский служащий, который в день свадьбы сбегает от невесты.

## В ролях
- Гонсало Ваддингтон
- Криста Альфаяте
- Жоао Педро Ваз
- Тереза Мадруга
- Мануэла Куто
- Диого Дориа
- Клаудио да Силва
- Америго Силва
- Жоао Педро Бенард
- Жорге Андраде
- Жоана Барсиа
- Андре Луридо
- Жиакомо Леоне

## Производство и релиз
Производством занималась португало-американская компания Pedro No Sapato в сотрудничестве с итальянской Vivo Film, французскими Shellac Sud и Cinéma Defacto. Съемки проходили в Италии. Известно, что в фильм включены сцены, снятые на 16-миллиметровую пленку во время исследовательской поездки в Азию.
Премьера картины состоялась в мае 2024 года на Каннском кинофестивале. «Большое путешествие» было включено в основную программу и удостоилось приза за лучшую режиссуру.